# Screen Islands
Die Screen Islands sind eine Gruppe von Inseln in der Flandernbucht an der Danco-Küste des Grahamlands auf der Antarktischen Halbinsel. Sie erstrecken sich nordwestlich des Aguda Point über eine Länge von 2,5 km vor der Einfahrt zur Hidden Bay.
Erstmals kartiert wurde sie bei der Belgica-Expedition (1897–1899) des belgischen Polarforschers Adrien de Gerlache de Gomery. Das UK Antarctic Place-Names Committee verlieh ihnen 1958 einen deskriptiven Namen, da sie wie eine Sichtblende (englisch screen) den Blick auf die Hidden Bay verdecken.